# Bothriechis aurifer
Bothriechis aurifer är en ormart som beskrevs av Salvin 1860. Bothriechis aurifer ingår i släktet Bothriechis och familjen huggormar. IUCN kategoriserar arten globalt som sårbar. Inga underarter finns listade.
Arten förekommer i bergstrakter i Guatemala och i angränsande regioner av Mexiko. Honor lägger inga ägg utan föder levande ungar.